# 仝軌
仝轨（1648年—1707年），字车同，号平山，河南汝州直隶州郏县人（今河南郏县）。清朝學者。

## 生平
仝轨自幼聪颖，读书过目成诵。年十七即得督学张九征賞識。然而久困科場。直到康熙四十四年（1705年），中式乙酉第一名举人，年已五十八歲。次年會試落第。经王士祯介绍，河南巡抚徐青来聘其主大梁书院讲席。不久因病去世，享年六十。

## 家族
曾祖仝梧，明万历进士，官至云南按察司副使。祖父仝廷举，顺治五年河南乡试解元。父仝于门，增生。

## 著作
有《真直堂文集》、《真直堂诗集》行世。康熙三十三年，應知县金世纯聘请，修《郏县志》。